# Saint Seiya – Soul of Gold
Saint Seiya – Soul of Gold (jap. 聖闘士星矢 黄金魂, Saint Seiya: Ōgon Tamashii) ist eine Web-Anime-Serie des Studios Tōei Animation aus dem Jahr 2015. Sie ist ein Ableger des Franchise Saint Seiya und erzählt eine neue Geschichte um die Gold Saints genannten heiligen Krieger der Göttin Athene.

## Inhalt
Die Gold Saints, die zwölf goldenen Krieger der Athene, zerstören im Kampf gegen Hades die Klagemauer der Unterwelt und kommen dabei selbst um. Der Krieger des Löwen, Leo Aiolia, erwacht zu neuem Leben erweckt in Asgard. Er hilft der Tempeldienerin Lyfia zur Flucht vor dem Soldaten von Andreas Lise, dem neuen Priester des Odin. Lyfia erzählt ihm, dass Andreas den verbotenen Baum Yggdrasil hat wachsen lassen und so große Gefahr über Asgard bringen wird. Zunächst jedoch macht Yggdrasils Wachstum das Klima in Asgard wärmer und fruchtbarer, sodass Andreas bei den Bewohnern des Landes beliebt ist. Seine Soldaten machen nun gemeinsam mit seinen Gotteskriegern Jagd auf die Gold Saints, weil er ihre Einmischung fürchtet. Die Saints haben Probleme im Kampf, da das Land Asgard die aus ihm stammenden Krieger schützt – bei seinem Kampf gegen Gotteskrieger Gullinbursti Fródi ist Aiolia erst im Nachteil. Dann aber erhält er eine neue Rüstung, die ihn stärker werden lässt.
Als der Saint Aries Mu vom Gotteskrieger Níðhöggr Fáfnir gefangen genommen wird, erfährt er, dass die Kraft der wiederbelebten Saints für Yggdrasils Wachstum abgeschöpft wird. Er macht sich, wie auch die meisten anderen erwachten Saints, auf die anderen zu finden und den Grund ihrer Wiedergeburt zu erfahren. Der eigensinnige Cancer Deathmask und Aquarius Camus, der durch einen Schwur dem Gotteskrieger Eikþyrnir Surt verpflichtet ist, aber stellen sich ihren Kameraden entgegen.

## Produktion und Veröffentlichung
Die Serie wurde 2015 von Tōei Animation unter der Regie von Takeshi Furuta produziert. Konzept und Drehbücher stammen von Toshimitsu Takeuchi. Das Charakterdesign entwarf Hideyuki Motohashi und die künstlerische Leitung lag bei Yoshimi Umino. Vom 11. April bis 26. September 2015 wurden die 13 Folgen, je eine alle zwei Wochen, auf der Website des Bandai Channel veröffentlicht. Die Plattform Crunchyroll verbreitete die Serie international per Streaming, untertitelt in diversen Sprachen, darunter Englisch und Deutsch. Der Sender Mangas zeigte den Anime im französischen Fernsehen, außerdem wurde er ins Spanische und Portugiesische übersetzt.

### Synchronisation
| Rolle              | japanischer Sprecher (Seiyū) |
| ------------------ | ---------------------------- |
| Leo Aiolia         | Hideyuki Tanaka              |
| Lyfia              | Aya Hisakawa                 |
| Aries Mu           | Takumi Yamazaki              |
| Gullinbursti Fródi | Hiroshi Okamoto              |
| Eikþyrnir Surtr    | Isshin Chiba                 |
| Pisces Aphrodite   | Keiichi Nanba                |
| Níðhöggr Fáfnir    | Kentarou Itō                 |
| Aquarius Camus     | Nobutoshi Canna              |
| Gemini Saga        | Ryotaro Okiayu               |
| Cancer Deathmask   | Ryōichi Tanaka               |
| Taurus Aldebaran   | Tesshō Genda                 |
| Andreas Lise       | Tomokazu Seki                |

### Musik
Die Musik der Serie komponierte Toshihiko Sahashi. Der Vorspann ist unterlegt mit dem Lied Soldier Dream (聖闘士神話（ソルジャードリーム）) und für den Abspann verwendete man Yakusoku no Asu e (約束の明日へ) von Root Five.